# Historie II, Básně
Historie II, Básně (1964) je knižní soubor historických her a básní Williama Shakespeara, který vyšel v roce 1964 ve Státním nakladatelství krásné literatury a umění jako pokračování knihy Historie I, vydané ve stejném roce.

## Obsah
- historické hry v překladu Josefa Václava Sládka, ?Antonína Klášterského a ?Jaroslava Vrchlického
  - Král Richard III.
  - Král Jindřich VIII.
  - Perikles, kníže tyrský
- Venuše i Adónis, přeložil Jaroslav Vrchlický
- Zneuctění Lukrécie, přeložil Antonín Klášterský
- Sonety, přeložili Jaroslav Vrchlický a Antonín Klášterský
- Nářek milenčin, přeložil Antonín Klášterský
- Vášnivý poutník, přeložil Antonín Klášterský
- Fénix a hrdlička, přeložil Antonín Klášterský
- poznámky a vysvětlivky, vydavatelské poznámky, doslovy Sládkovo umění slova (Otakar Vočadlo) a O překládání Shakespearovského verše a prosy (Jiří Levý), seznam postav vystupujících v dramatickém díle Williama Shakespeara, Bibliografie Shakespearových her, básní a adaptací v češtině a slovenštině (František Dopita), rodokmeny krále Jana, králů z rodu Plantagenetů a Tudorovců